# Johann Caspar Hartung
Johann Caspar Hartung (* 18. Juni 1622 in Queienfeld; † 9. Januar 1725 in Meiningen) war ein deutscher Baumeister.

## Leben und Wirken
Johann Caspar Hartung ließ 1718 das barocke Lustschlosses Amalienruh bei Sülzfeld erbauen.
Als Herzogl. Sächs. Meiningscher Verwalter bzw. Oberaufseher über die fürstlichen Residenzen feierte Hartung 1722 seinen 100. Geburtstag, aus dessen Grunde der kunstsinnige Herzog Ernst-Ludwig I. von Sachsen-Meiningen dem Jubilar und seinen Freunden in Frauenbreitungen eine große Festlichkeit ausrichtete. Zu Ehren Hartungs ließ Herzog Ernst-Ludwig von dem Gothaer Hofmedailleur Christian Wermuth 1722 Portraitmedaillen in Silber und Zinn prägen. Sie sollen die einzigen gewesen sein, die ein Meininger Landesherr auf einen Meininger Untertanen schlagen ließ. Solche Portraitmedaillen befinden sich heute u. a. in den Staatlichen Münzkabinetten Dresden und Berlin.
Johann Caspar Hartung, der ohne Nachkommen am 9. Januar 1725 in Meiningen starb, wurde auf „hochfürstliche Kosten“ beigesetzt.
Ein späteres Mitglied seiner Familie, der Arzt Christoph Hartung, wurde 1841 ebenfalls durch Portraitmedaillen geehrt.